# Abel Kirui
Abel Kirui (* 4. června 1982) je keňský atlet, běžec, který se specializuje na dlouhé tratě.
V roce 2008 vyhrál v čase 2:07:38 maraton ve Vídni. O rok později doběhl třetí na rotterdamském maratonu, kde si vytvořil časem 2:05:04 osobní rekord. V též roce získal na mistrovství světa v Berlíně zlatou medaili. Trať zaběhl v novém rekordu šampionátu 2:06:54.